# Alvord, Texas
Alvord là một thị trấn thuộc quận Wise, tiểu bang Texas, Hoa Kỳ. Năm 2010, dân số của thị trấn này là 1334 người.

## Dân số
- Dân số năm 2000: 1007 người.
- Dân số năm 2010: 1334 người.